# تترا سوداء

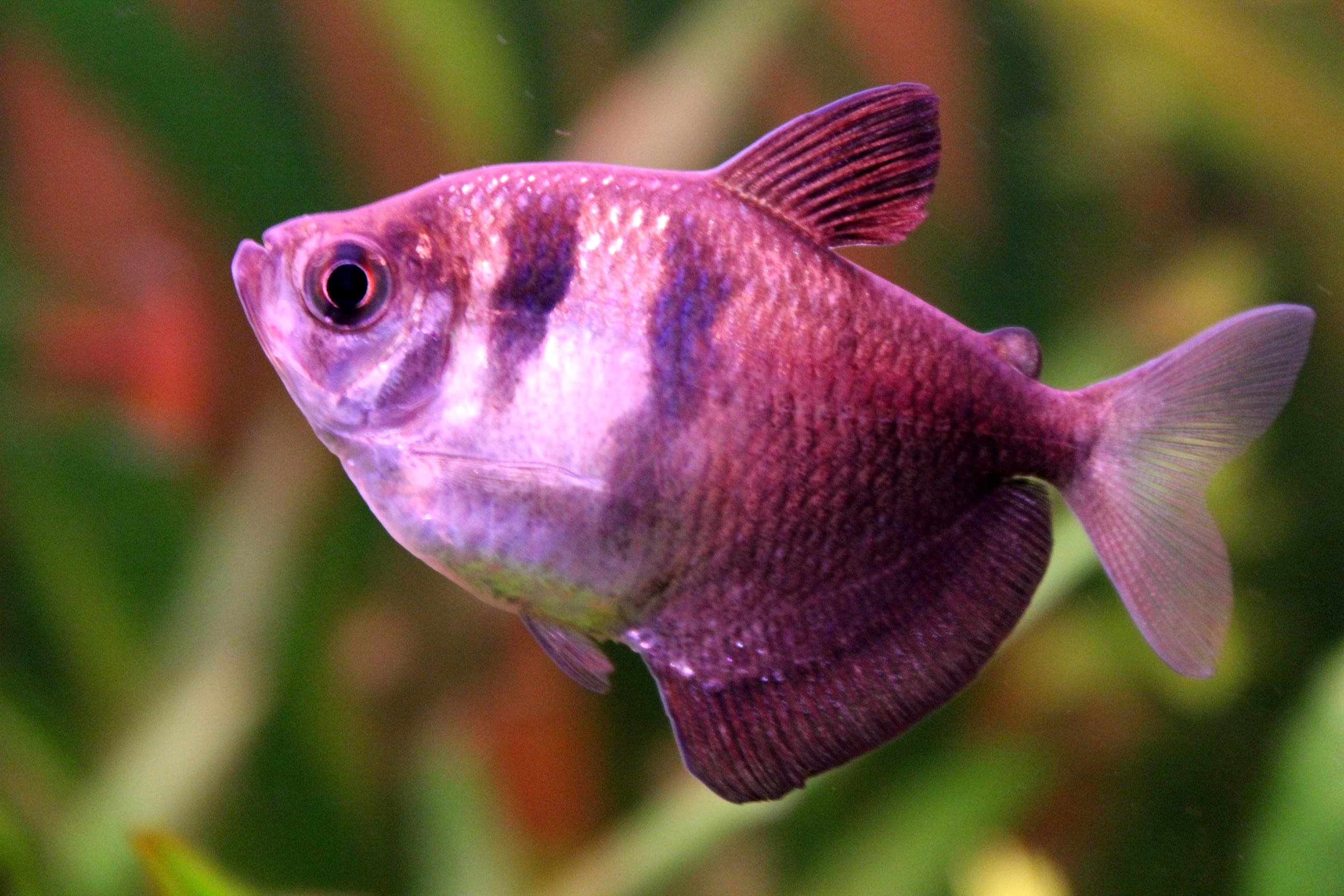

تترا سوداء (بالإنجليزية: black tetra)، (باللاتينية: Gymnocorymbus ternetzi)، هي سمكة زينة من فصيلة التترا موطنها باراجواي وتعتبر من أكبر أنواع التترا، وهي تحب الحياة في مجموعات وتتبع نظام موحد ودقيق وهي تغير اتجاهها. يصل طولها إلى 5,5 سم (قد تصل الأنثى إلى 7 سم والذكر إلى 6 سم)، شكل الجسم مبطط وتتميز بجمال المظهر والجاذبية، نصف جسمها الخلفى أسود، ويتحول تدريجيا إلى الرمادي عندما تكبر السمكة. الذكر دائما اصغر من الأنثى في الحجم ولونة اسود داكن.